# Průžkův mlýn
Průžkův mlýn je vodní mlýn ve Strážnici v okrese Hodonín, který se nachází u kostela Nanebevzetí Panny Marie. Původně stál na říčce Morawka, jejíž koryto pravděpodobně zaniklo při výstavbě Baťova kanálu. Od roku 2003 je chráněn jako nemovitá kulturní památka České republiky.

## Historie
Vodní mlýn pochází z roku 1486. Je zmiňován i roku 1543. Původně klasický vodní mlýn byl koncem 19. století přebudován na parní pohon a ve 30. letech 20. století na elektrický pohon. Ke svému účelu sloužil až do roku 1975. V areálu mlýna se nachází expozice mlynářství.

## Popis
Mlýnice a dům jsou pod jednou střechou, ale dispozičně oddělené. Budovy jsou zděné, jednopatrové s dochovanými tesařsky zdobenými podpůrnými sloupy. V interiéru je dochované kompletní technologické zařízení ze 30. let 20. století.